# وحدات الصاعقة (مصر)

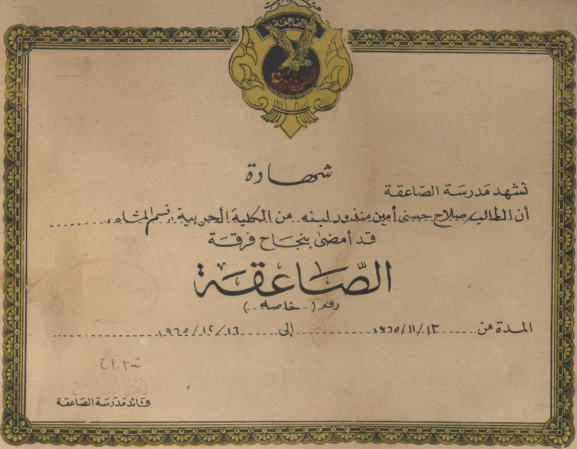
شهادة التخرج من مدرسة الصاعقة

قوات الصاعقة هي قوات تُعد جسمانيا ونفسيا عن طريق تدريبات خاصة جدا خلافا لباقي فروع الجيش. يشترط في الملتحق بالصاعقة لياقة بدنية وجسمانية عالية، كما أنه يخضع لاختبار طبي خاص. تعقد الفرقة في بداية الأمر تحت قيادة قوات الصاعقة على أعلى مستوى من التدريب بمدرسة الصاعقة في أنشاص، وتُختار العناصر التي تراها المدرسة من الضباط ليأخذوا الفرقة من ضباط وحدات المظلات ووحدات الصاعقة ولواء الوحدات الخاصة البحرية المصرية، ومدة الفرقة (السيل) 34 أسبوعا كاملا دون توقف، كما تُجرى الاختبارات الطبية للأفراد للتأكد من سلامتهم الطبية أولا. وتتوزع خطة التدريب بصفة عامة.
ويُلحَق الأفراد إلى قوات الصاعقة طبقًا لمواصفات خاصة كاللياقة البدنية العالية وقوة التركيز والتحمل، ولكي يُلحَق فرد بالصاعقة يلزمه الحصول على فرقتى معلمى صاعقة راقية وفرقة قفز اساسي بالمظلات
فمدة فرقة معلمي الصاعقة الراقية 12 اسبوع أو 3 أشهر وتعقد بمدرسة الصاعقة بانشاص (الشرقية) ويسمى الملتحق بالفرقة فدائى وتُنزع رتبه عنه إن كان ضابطا مقسمة إلى 3 أجنحة وهم كالاتى الجناح الأساسي
ومدته 4 أسابيع، وهي تدريبات مكثفة على فنون القتال والاشتباك الحر وصد الضربات بالأيدي والسونكي وأيضاً كيفية الطعن والدرء والاستخدام الجيد لسونكي البندقية الآلية عند نفاذ الذخيرة.
ويُركَّز في الدورة كلها بوجه عام على التكدير العنيف للفدائيين حيث أن كل المتقدمين للحصول على الفرقة هم فدائيين بدون رتبة حتى إن كانوا طلبة كليات عسكرية أو ضباط صف أو حتى ضباطاً.
ويشمل هذا التكدير عدم النوم اطلاقاً في بداية انعقاد الفرقة والتقليل جدا في أوقات الراحة والتدريبات البدنية العنيفة لزيادة قوة التحمل.
يُجرى بعد ذلك التدريب على اجتياز الموانع العنيفة المفترض وجودها في ميدان المعركة فيما يعرف ب ( تطعيم المعركة )
ويشمل المرور من الموانع المحاطة بالنار و العبور ببرك المياه الموحلة وخلافه.
ولا ننسى جميعاً التدريب على التعايش وهو ركيزة أساسي لتدريب أي فرد صاعقة حيث يتم التدريب على كيفية التكيف مع الظروف القاسية التي من الوارد جداً أن يجد فرد الصاعقة نفسه فيها نظراً لطبيعة وخطوره المهام التي يكلف بها والتي تفرض عليه البقاء خلف خطوط العدو والاختباء فترات طويلة لانتظار لحظة الهجوم المناسبة.
فمن الوارد جدا أن ينفد الطعام والشراب فيتم تدريبه على كيفية سد جوعه من الطبيعة عن طريق أكل أي حيوان بري مثل الأرانب أو الثعابين أو الضفادع أو غيرهم إذا وجد وكيفية قتلهم بدون أدوات و سلخهم وطهيهم إذا أمكن وأيضاً كيفية استخلاص المياه من بعض النباتات الصحرواية كالتين الشوكي أو الصبار و خلافه.و هناك أيضاً التدريب على عمل دوائر النسف و التجديف بالقوارب المطاطية وقفزات الثقة من الثبات من ارتفاعات مختلفة 10 متر - 15 متر.

## أصل التسمية

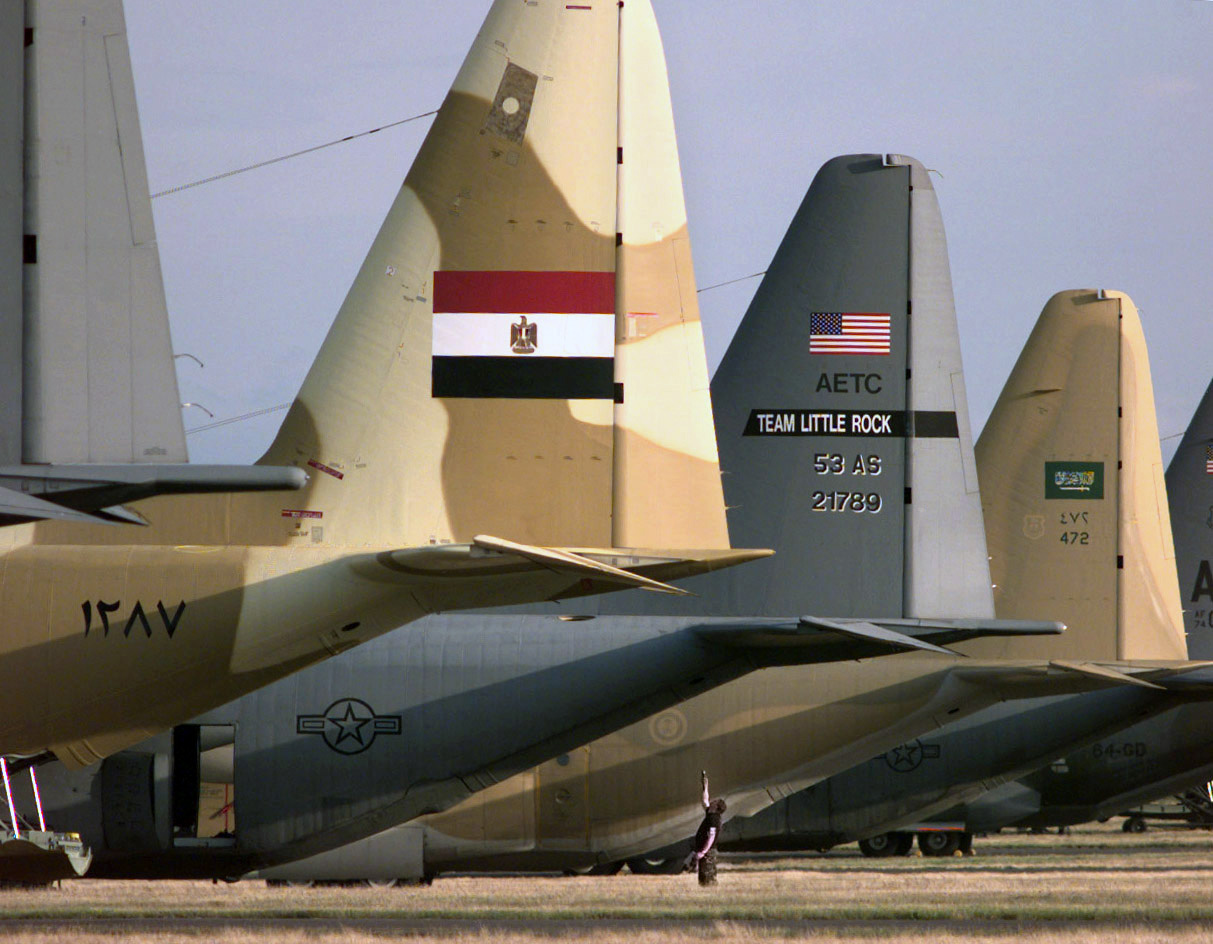
طائرة خاصة بقوات الصاعقة إبان حرب الخليج الثانية

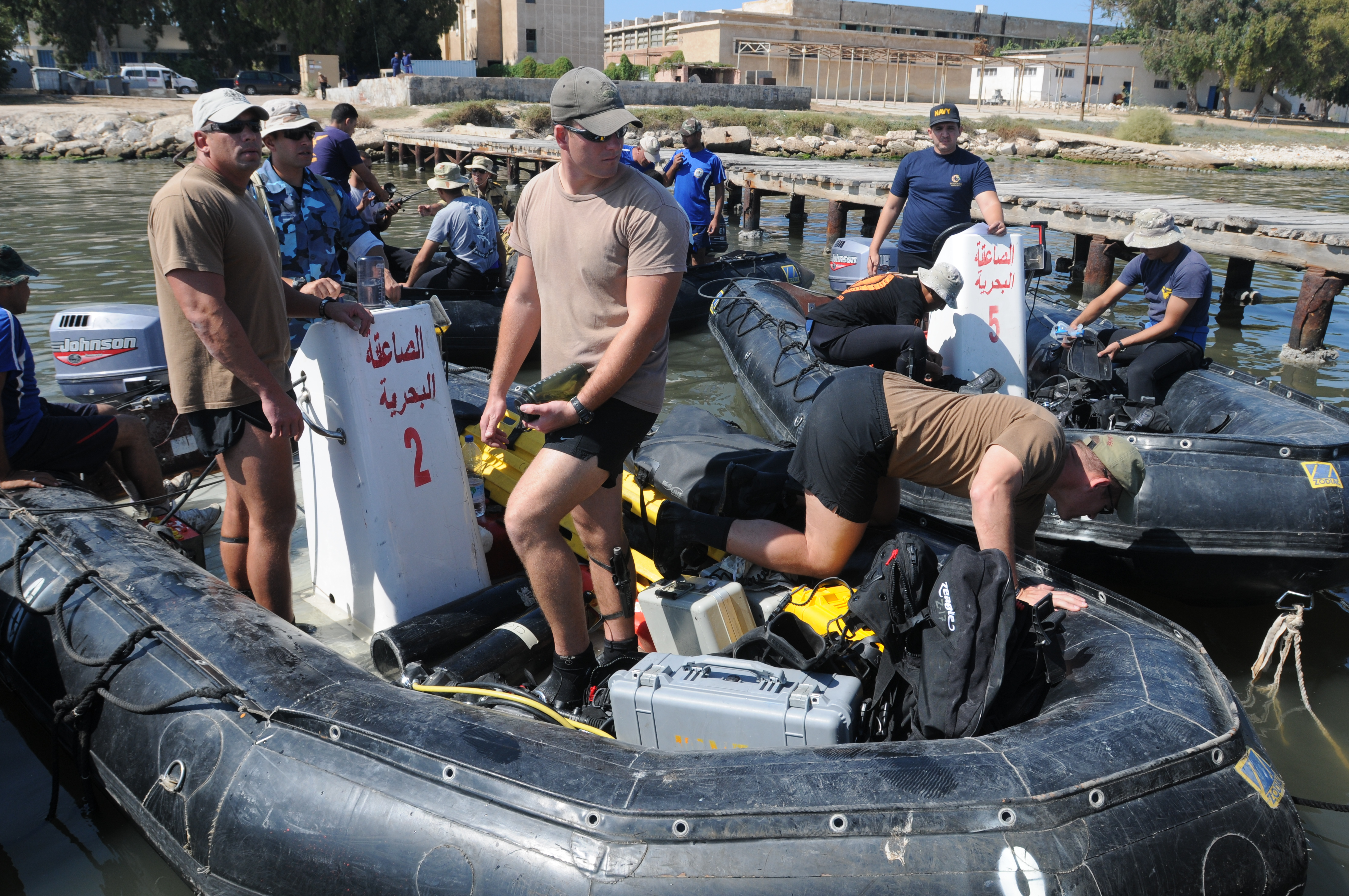
قوات الصاعقة البحرية

يرجع أصل تسمية فرقة الصاعقة إلى الملك رمسيس الثانى الذي كون فرقة من الحرس الخاص. مهمته الاستطلاع والهجوم وعرفت باسم الصاعقة وقد كان الفريق جلال هريدي أول من أنشاء فرقة الصاعقة في القوات المسلحة في العصر الحديث سنة 1956 م

## الإعداد والتهيئة
تعقد الفرقة في بداية الأمر تحت قيادة قوات الصاعقة على أعلي مستوي من التدريب بمدرسة الصاعقة في أنشاص، ويتم اختيار العناصر التي تراها المدرسة من الضباط ليأخذوا الفرقة من ضباط وحدات المظلات وقوات الصاعقة ولواء الوحدات الخاصة البحرية. ومدة الفرقة (السيل) 34 أسبوعا كاملا دون توقف، كما يتم عمل الاختبارات الطبية للأفراد للتأكد من سلامتهم الطبية أولا. وتتوزع خطة التدريب بشكل عام كما يلي: الجزء الأول ومدته 4 أسابيع وهو كالآتي: تدريب الأفراد على التأقلم على معيشة فرد العمليات الخاصة وهي تتطلب جهدا واسع النطاق من الفرد الذي يتدرب، وهي تجعل الفرد قادر على تحمل الصعاب في ميدان الحرب. الجزء الثاني مدتة أسبوعان وهو تعليم الفرد السباحة العسكرية والإنقاذ البحري تحت الماء والطوارئ البحرية والإسعافات الأولية. الجزء الثالث ومدته 7 أسابيع وهو عبارة عن اختراق الضاحية لمسافات تزيد عن 30 كيلومترا في وهج النهار وفي منتصف الليل في أوقات قصيرة. الجزء الرابع مدته أسبوعان وهو تعليم الغطس الدفاعي والغطس الهجومي بواسطة أسطوانة الأكسجين ذات الدائرة المغلقة (عدة الغطس للوحدات الخاصة) ويقوم معلمي السيل بمهاجمة المتدرب تحت الماء هجوما يدويا لأخذ معداته وسرقتها من تحت الماء بعدها يتعلم كيف يدافع عن نفسه ويأخدها منهم مرة أخرى. ثم التدريب على انتشال وإنقاذ الأفراد في حالة فشل أو تمام مهمة تحت الماء بعد التأكد من إصابتهم.
أسبوع الرماية باستخدام كافة أنواع الأسلحة ويتم التدريب في النهار وأثناء الليل. الجزء الخامس وهو الجزء المتعلق بالقفز بالمظلات ويقفز المتدرب قفزا حرا وقفزا تكتيكيا وقفزة تطهير المجال أيضا في النهار وفي منتصف الليل على الأرض ويقفز داخل الماء لمسافة تبعد عن الشاطئ 5 كيلو متر والعودة من داخل الماء إلى الشاطئ. الجزء السادس ومدته أسبوعان وفيه يقوم المعلمون باتباع طرق تدريب قاسية جدا للمتدربين وفي هذين الأسبوعين يتضح الأفراد الذين يرغبون فعلا في أن يكونو فدائيين أو العكس، ومن لا يستطع التحمل يستخدم معه (التكدير العنيف) وهو لفظ خاص بالعسكريين إشارة إلى التوبيخ القاسي. بعد ذلك يأتي أسبوع التدريب على اختراق الموانع والحواجز. ثم التدريب على مهاجمة الأهداف الساحلية والأهداف البحرية المكشوفة والمغلقة داخل وخارج ميناء العدو بواسطة أسطوانة الأكسجين ذات الدائرة المفتوحة وذات الدائرة المغلقة.

### أسبوع الجحيم
هو أقسى فترة في مدة التدريب بالكامل حيث يستيقظ المتدربون في منتصف الليل وهم نيام على أوعية المياه الباردة تلقى عليهم ثم يقوموا بعمل زحف على الرمال تحت وابل ناري، ويتم التدريب في منتصف الليل حيث يتم حرمان المتدريين من النوم قدر المستطاع، كما يستخدم المتدربون النخل أو جذوع الشجر، حيث يستخدم الجنود هذه الجذوع عن طريق حملها والقيام بتمرينات بدنية (ضغط، بطن، عقلة) ومعظم هذه التمارين أثناء الليل، مع رش المتدربين بمياه باردة، أحضرت خصيصا من أجل هذا الغرض، أما بعد ذلك فيتم إرسال أشخاص يحملون أسلحة بيضاء للهجوم على المتدربين في أوقات عشوائية وعلى المتدرب التصدي لهم، بعدها توجد 24 ساعة راحة.
بعد الراحة يتم التدريب على استخدام المتفجرات بكافة أنواعها في البر وفي البحر واستخدام متفجرات حية، أيضا اللتدريب على اقتحام المبانى والأهداف السكنية في القرية التكتيكية وبعد ذلك التدريب على القفز الحر والنزول على الأهداف السكنية وتطهيرها بعد ذلك العودة للتدريبات تحت الماء بما فيها تلغيم الأهداف البحرية بأكثر من طريقة.
وتنتهي فترة الجحيم في بحيرة قارون وجزء خلف السد العالي والجزء الثالث في الفيوم وهذا الجزء يتم تعليم المتدرب فيه النوم والمعيشة داخل البرك والسباحة في البرك والهجوم والانسحاب من البرك المائية، تتميز هذه البرك أيضا بنسبة ملوحة عالية جدا، ثم مرحلة التدريب على الإقامة 24 ساعة نهارا وليلا في البركة في وضع استعداد ووضع هجوم، ويتم تحذير المتدربين من التبول لأن بهذه البرك طبقا للعسكريين جراثيم تسبح في مجرى البول وتقضي على الشخص في ربع ساعة.
وفي النهاية ينتهي أسبوع الجحيم وتتم التهيئة للجزء الأخير وفيه التدريب الفعلي والحقيقي على العمليات الخاصة في البحر والجو والبر.

### المتابعة
تنتهى فرقة القوات الخاصة مع الحرص على بعض التدريبات الخفيفة نسبيا، الملاحة الجوية والملاحة البحرية وطوابير السير الطويلة من أنشاص وحتى البحر الأحمر ذهابا وإيابا ثم ذهابا مرة أخرى.

## من عمليات الصاعقة المصرية

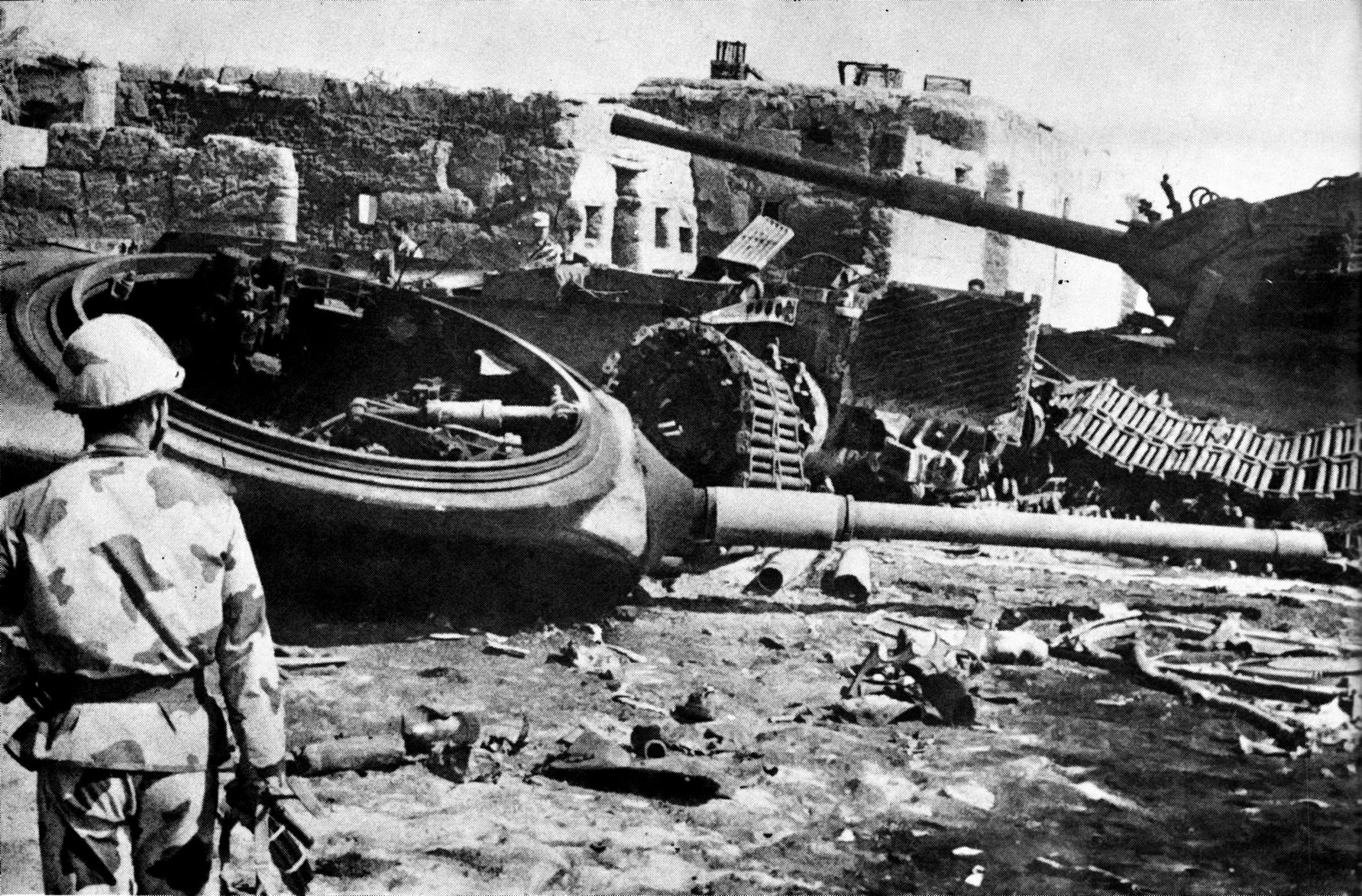
رجال الصاعقة يشتبكون مع العدو في معركة الإسماعيلية

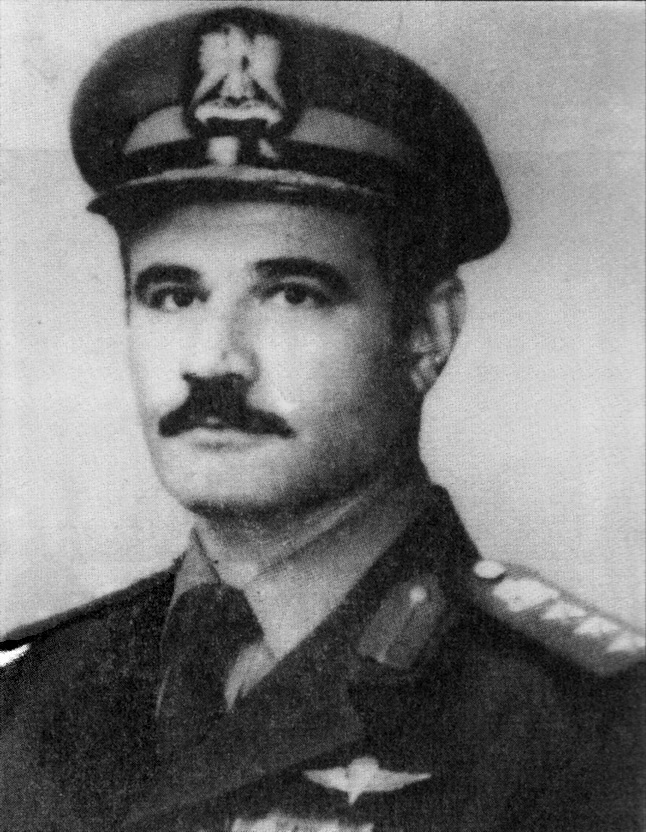
العقيد أسامة إبراهيم قائد قوات الصاعقة في معركة الإسماعيلية

### معركة شدوان
أهم العمليات التي قامت بها قوات الصاعقة ضد الإسرائيليين هي معركة شدوان وكانت في شهر يناير 1970. وشدوان عبارة عن جزيرة صخرية منعزلة مساحتها تقريبا 70 كم وتقع بالقرب من مدخل خليج السويس وخليج العقبة بالبحر الأحمر، وعليها فنار لإرشاد السفن وتبعد عن الغردقة 35 كيلو متر وعن السويس 325 كيلو متر، وتؤمنها كتيبة من الصاعقة المصرية، ورادار بحري.
قامت القوات الإسرائيلية بهجوم ضخم على الجزيرة ليلة الخميس 21/22 يناير شملت الإبرار الجوي والقصف الجوي الذي استمر لعدة ساعات على الجزيرة وضد بعض موانئ البحر الأحمر التي يحتمل أن تقدم المعونة للقوات المصرية وقد استمر القتال لمدة 6 ساعات كاملة بين المظليين الإسرائيليين والصاعقة المصرية.
وفي الثامنة والربع من صباح 23 يناير صدر بيان عسكري مصري أذيع فيه:«العدو بدأ في الساعة الخامسة صباحا هجوما جويا مركزا على جزيرة شدوان.. وقد تصدت وسائل دفاعنا الجوي لطائراته وأسقطت طائرة منها شوهد قائدها يهبط بالمظلة في البحر وما زال الاشتباك مستمرا حتى ساعة صدور هذا البيان.»
وقد استخدم الإسرائيليون قواتهم الجوية المكونة من طائرات سكاي هوك الأمريكية الصنع للهجوم على بعض زوراق الطوربيد المصرية التي كانت تتصدى له في المنطقة وأصابت اثنين منها، وقد أنزلت القوات المصرية بالقوات الإسرائيلية خسائر في الأفراد لا تقل عن ثلاثين بين قتيل وجريح (طبقا للمصادر العسكرية المصرية). وانسحبت القوات الإسرائيلية من الجزيرة بعد 36 ساعة.
وفي اليوم التالي للقتال (الجمعة) اشتركت القوات الجوية في المعركة وقصفت المواقع التي تمكن الإسرائيليون من النزول عليها في شدوان وألقت فوقها 10 أطنان من المتفجرات في الوقت الذي قامت فيه القوات البحرية بتعزيز القوة المصرية على الجزيرة.

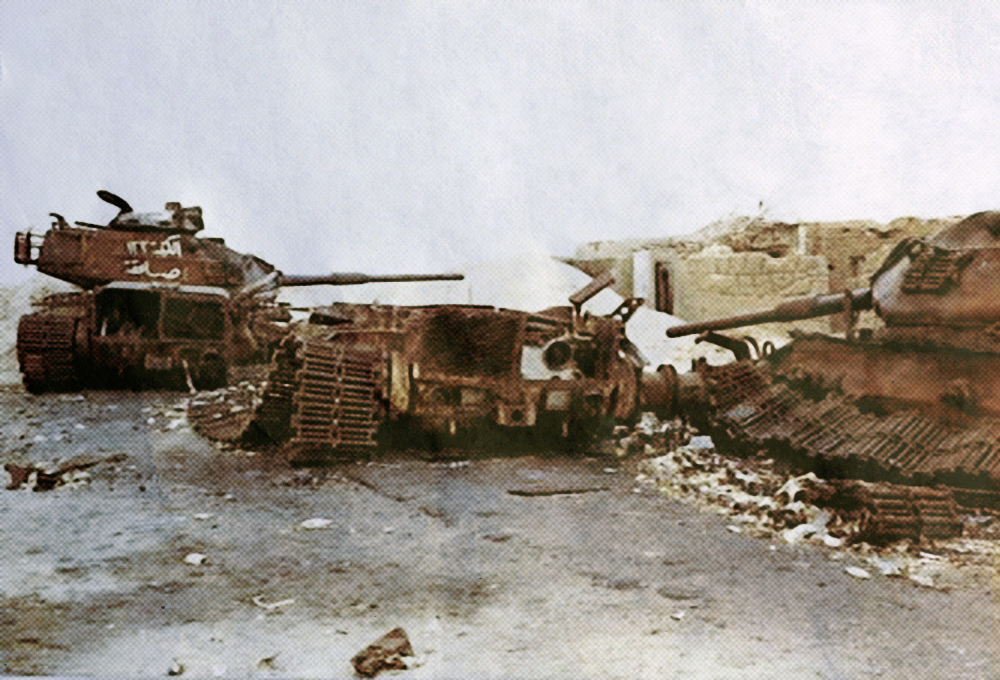
دبابات إسرائيلية دمرها رجال الصاعقة المصرية في قرية أبو عطوة بالقرب من الإسماعيلية.

## المنشآت التابعة
- مجمع ميادين التدريب لوحدات الصاعقة.[17]
- مدرسة الصاعقة

## القادة
- لواء أركان حرب / عبدالقادر عمارة حبيب
- لواء أركان حرب / محمـد أبو الفتوح جاب الله.[18]
- لواء أركان حرب / أحمد رشاد دنيا.[19]
- لواء أركان حرب / عماد عبد القادر يماني.[19]
- لواء أركان حرب / مصطفى شوكت.[20]
- لواء أركان حرب / أيمن شحاتة.[21]
- لواء أركان حرب / جمال حماد السيد.[22]
- لواء أركان حرب / سامي سعد زغلول.[22]
- لواء أركان حرب / أحمد يوسف عبد النبي.[23]
- لواء أركان حرب / السيد عبد الوهاب مبروك.[24]
- لواء أركان حرب / محمد عبد الفضيل شوشة.[25]
- لواء أركان حرب / أحمد إبراهيم العوضي.[26]
- لواء أركان حرب / عبد الرحيم محمد سيد.[26]
- لواء أركان حرب  / سمير يوسف.
- لواء أركان حرب / مصطفى كامل.[27]
- لواء أركان حرب / كمال عطية.[28]
- لواء أركان حرب / نبيل الزفتاوي.[29]
- لواء / نبيل شكري.[30]
- فريق فخري / جلال هريدي.[30]

## معرض الصور

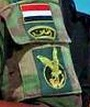
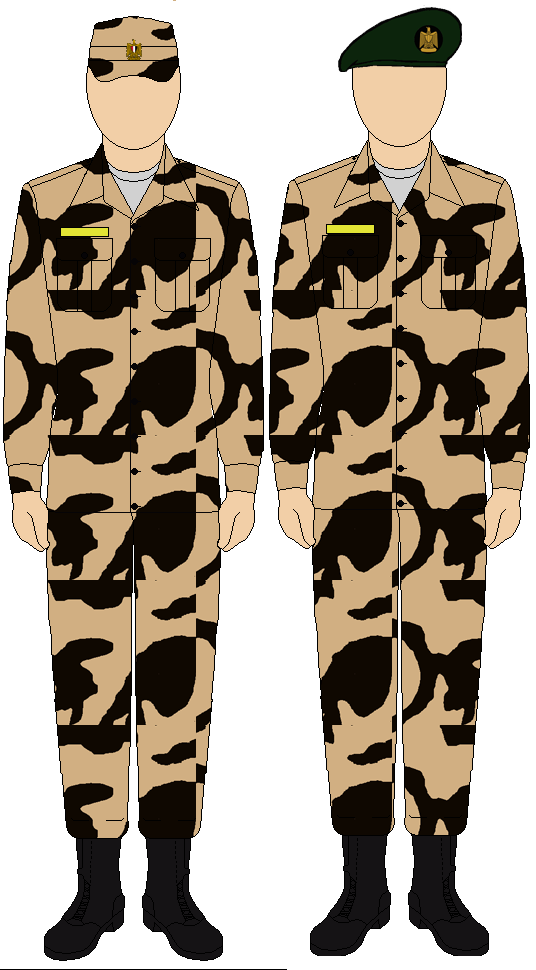
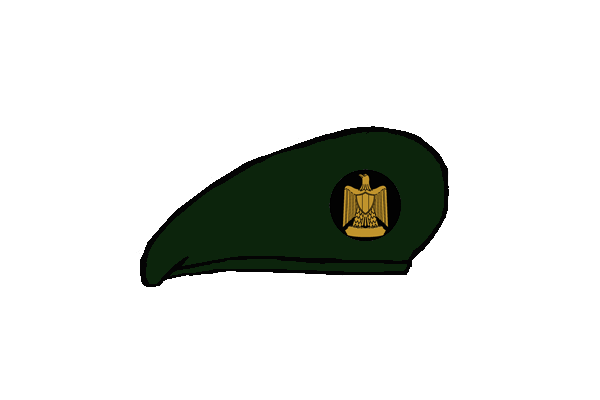
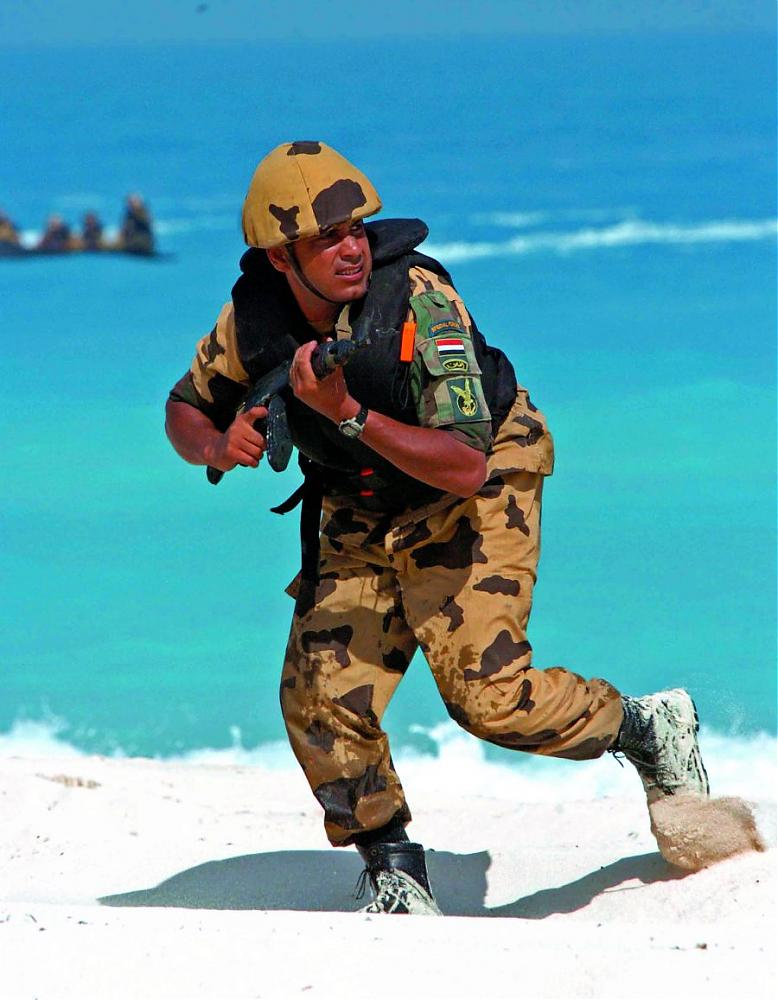
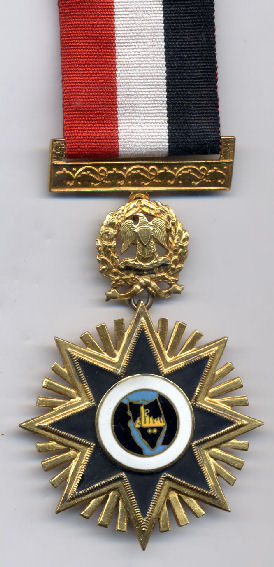
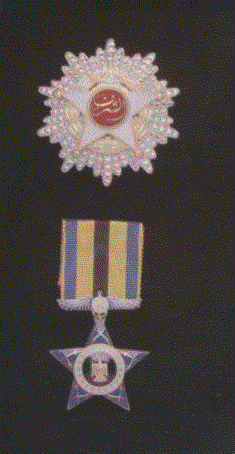
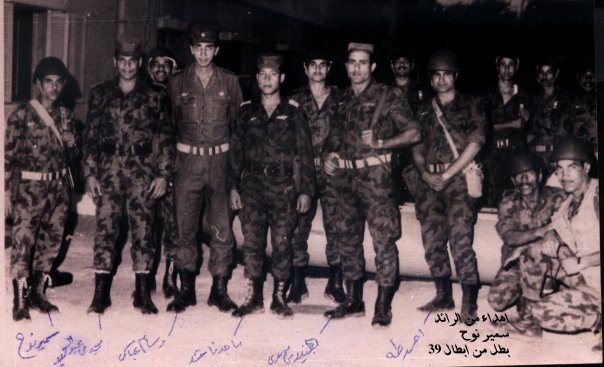
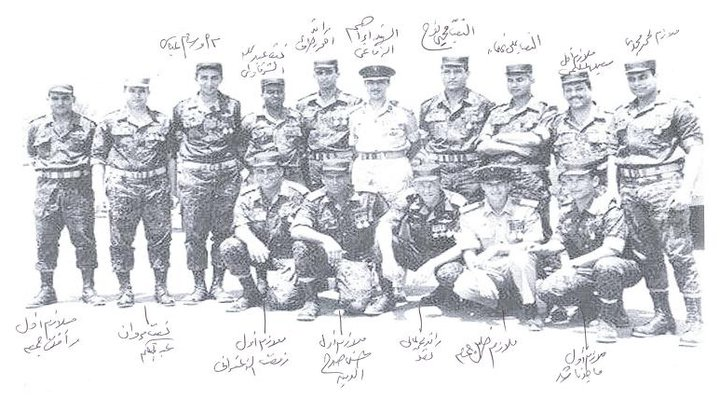
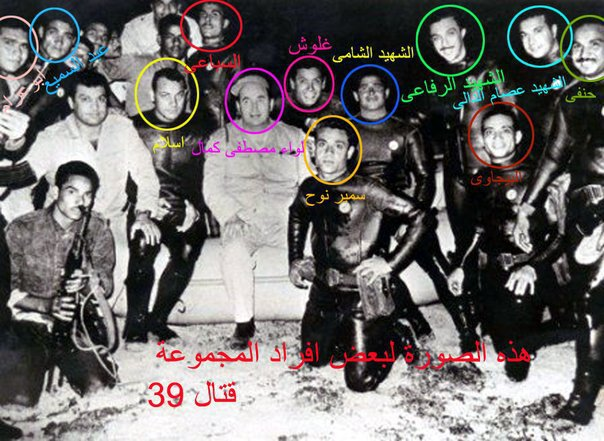
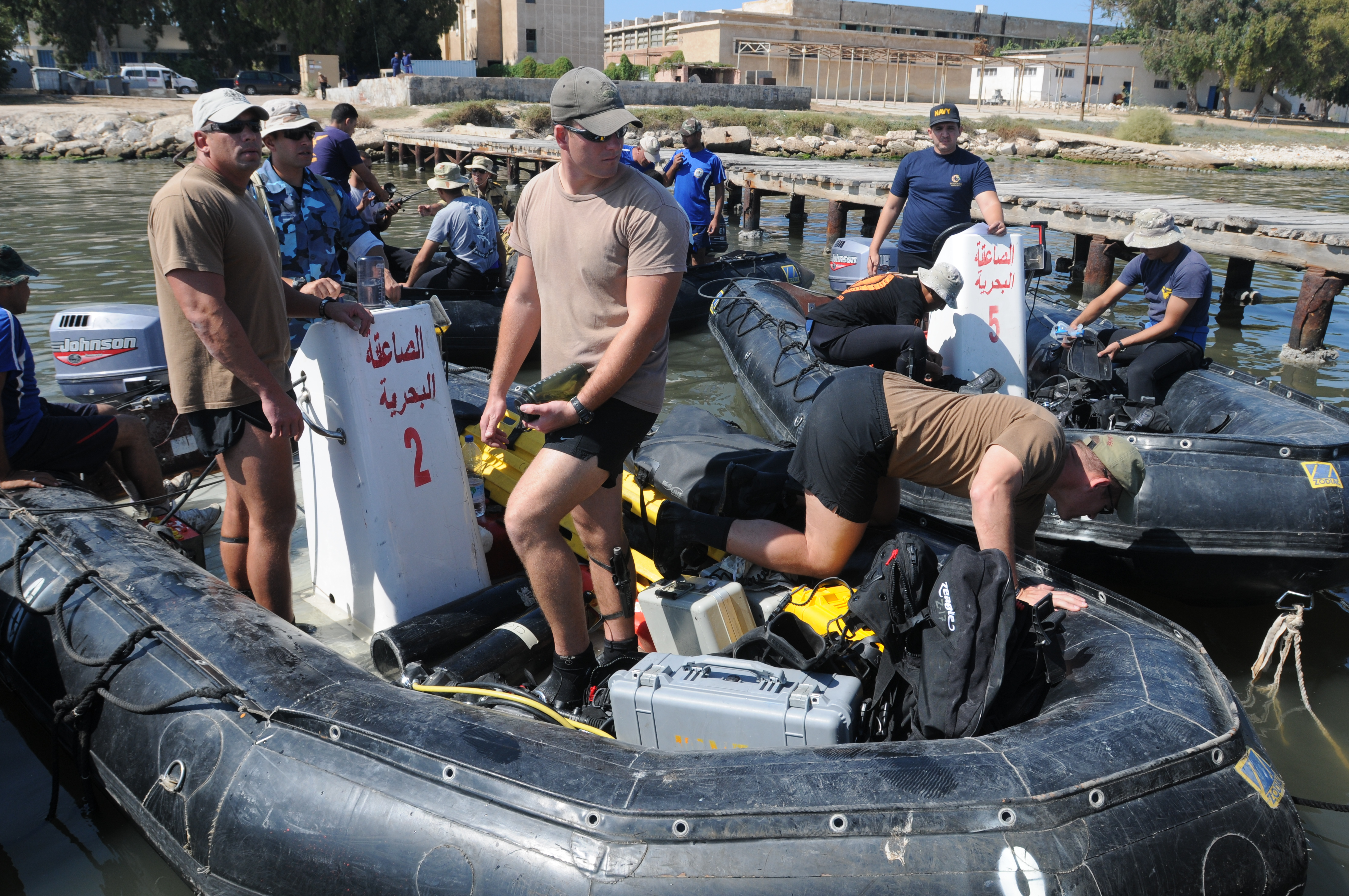
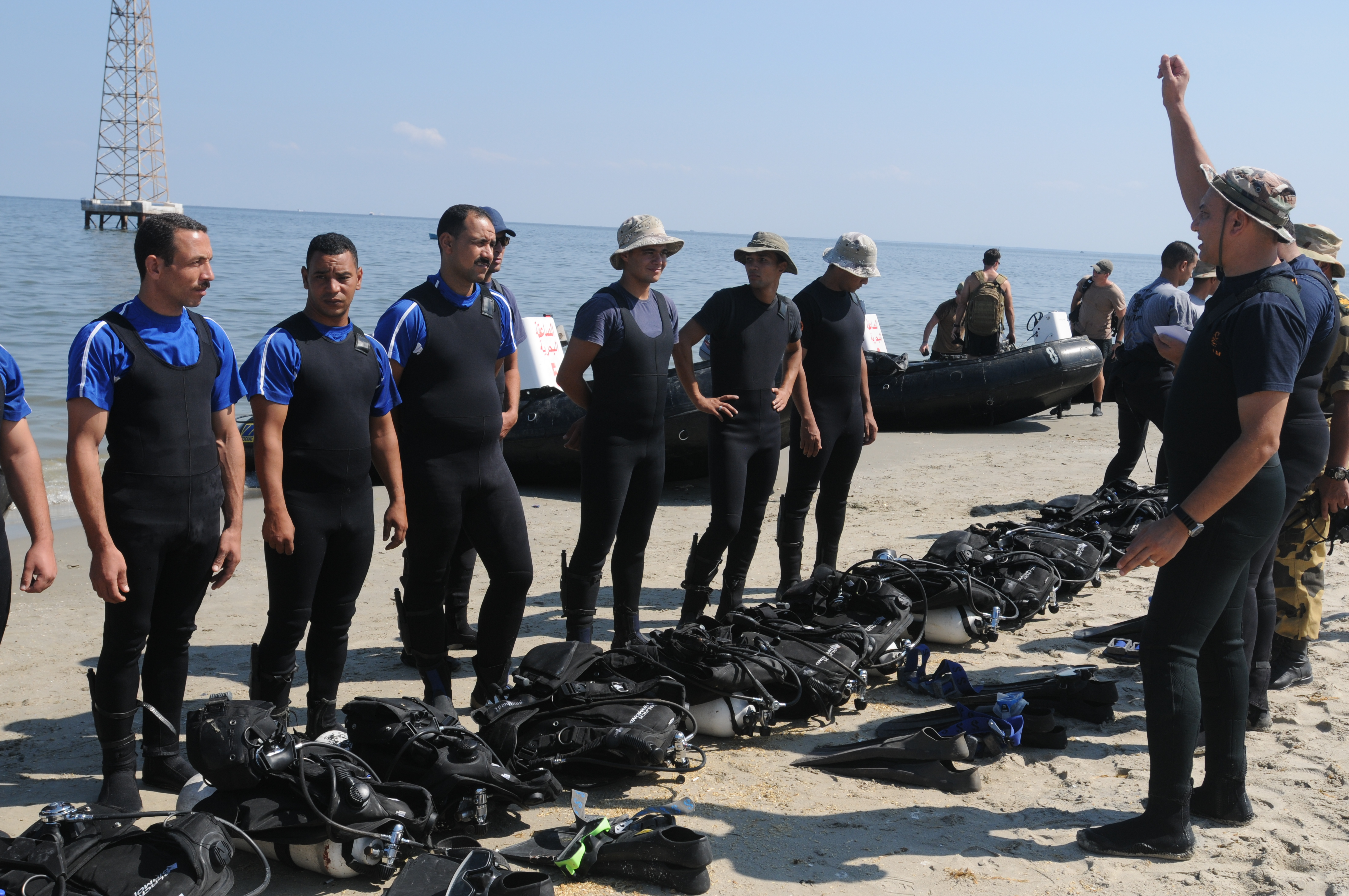
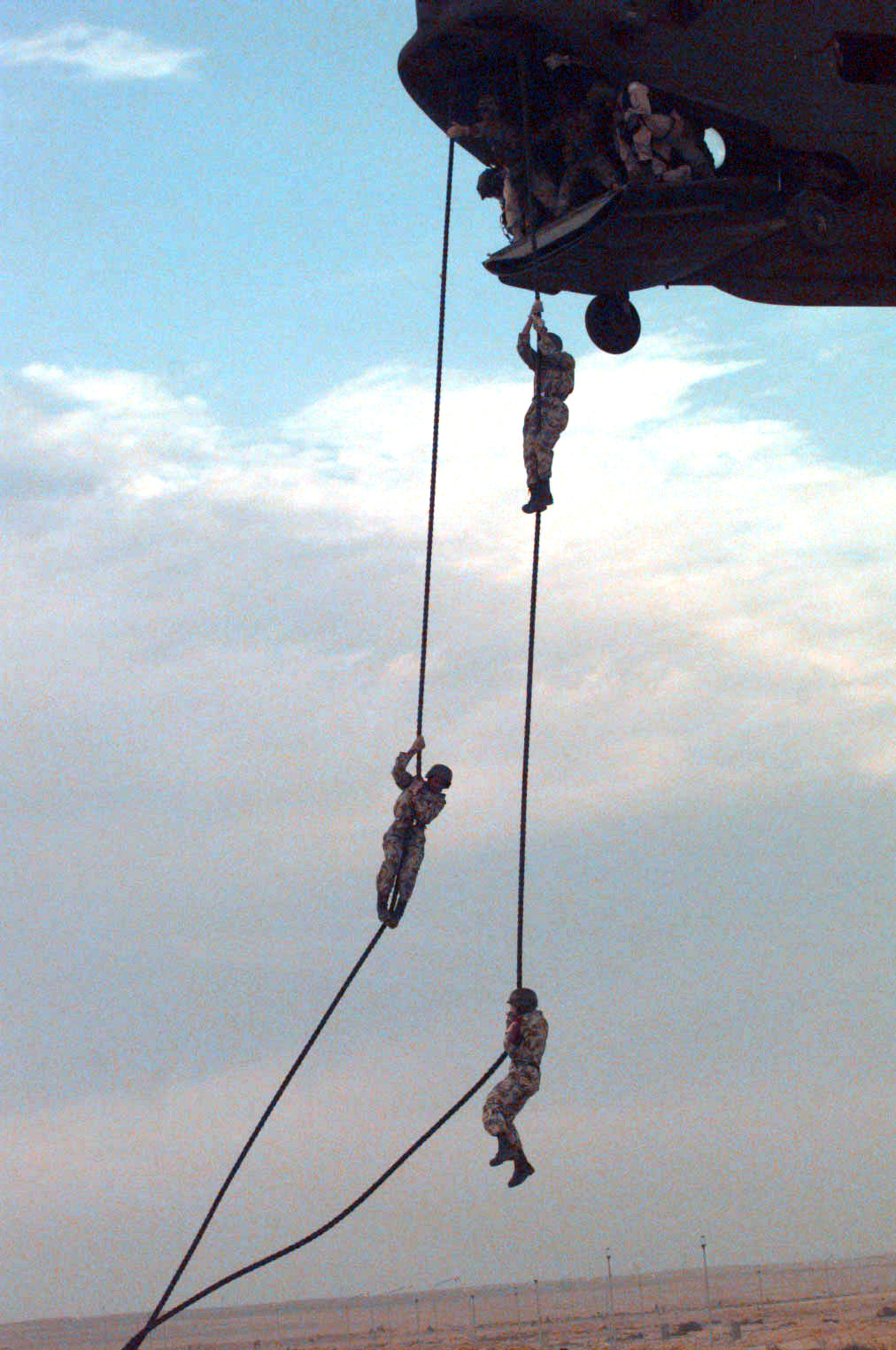
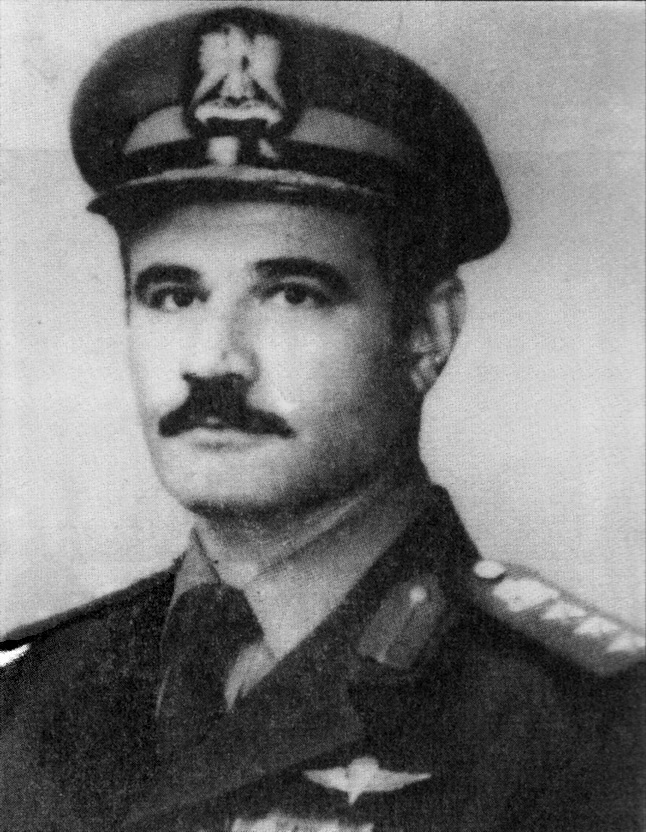
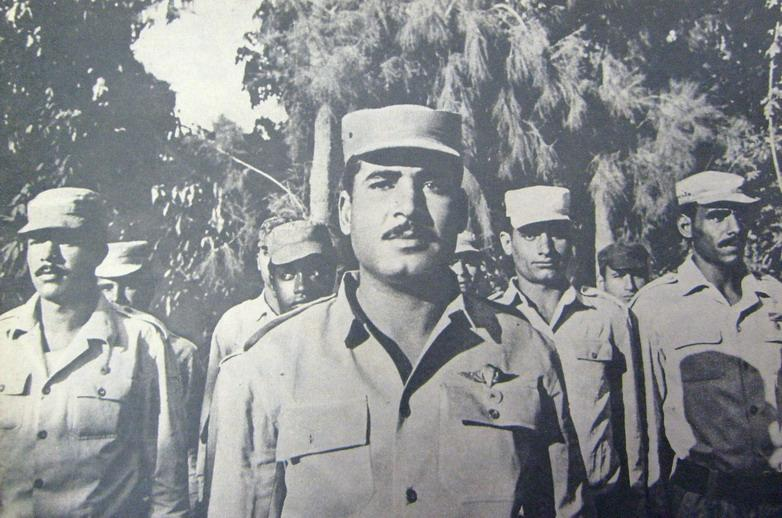
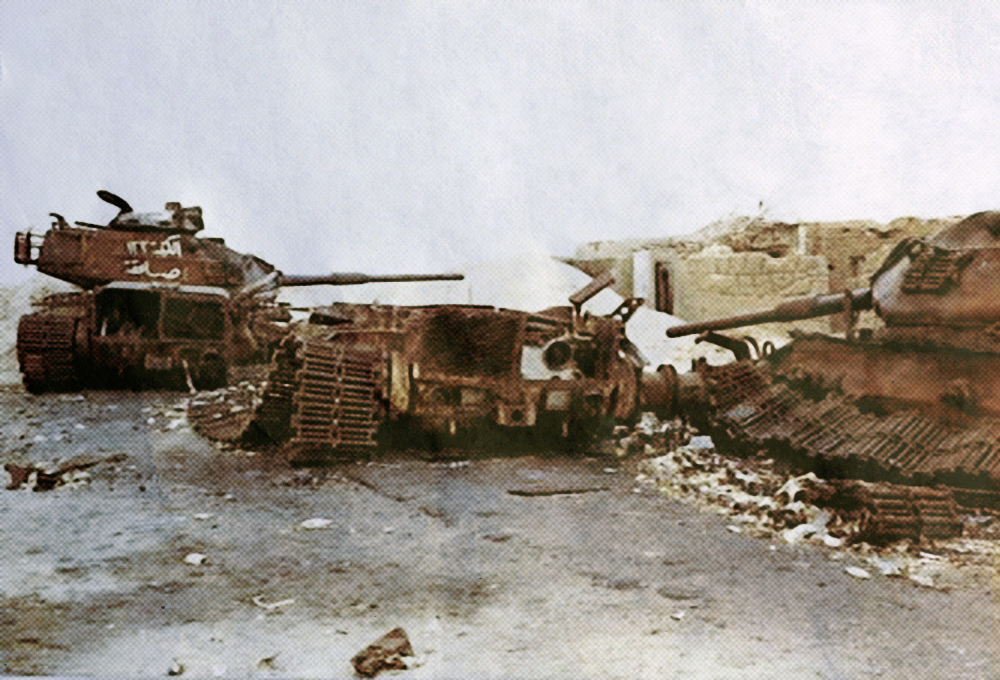
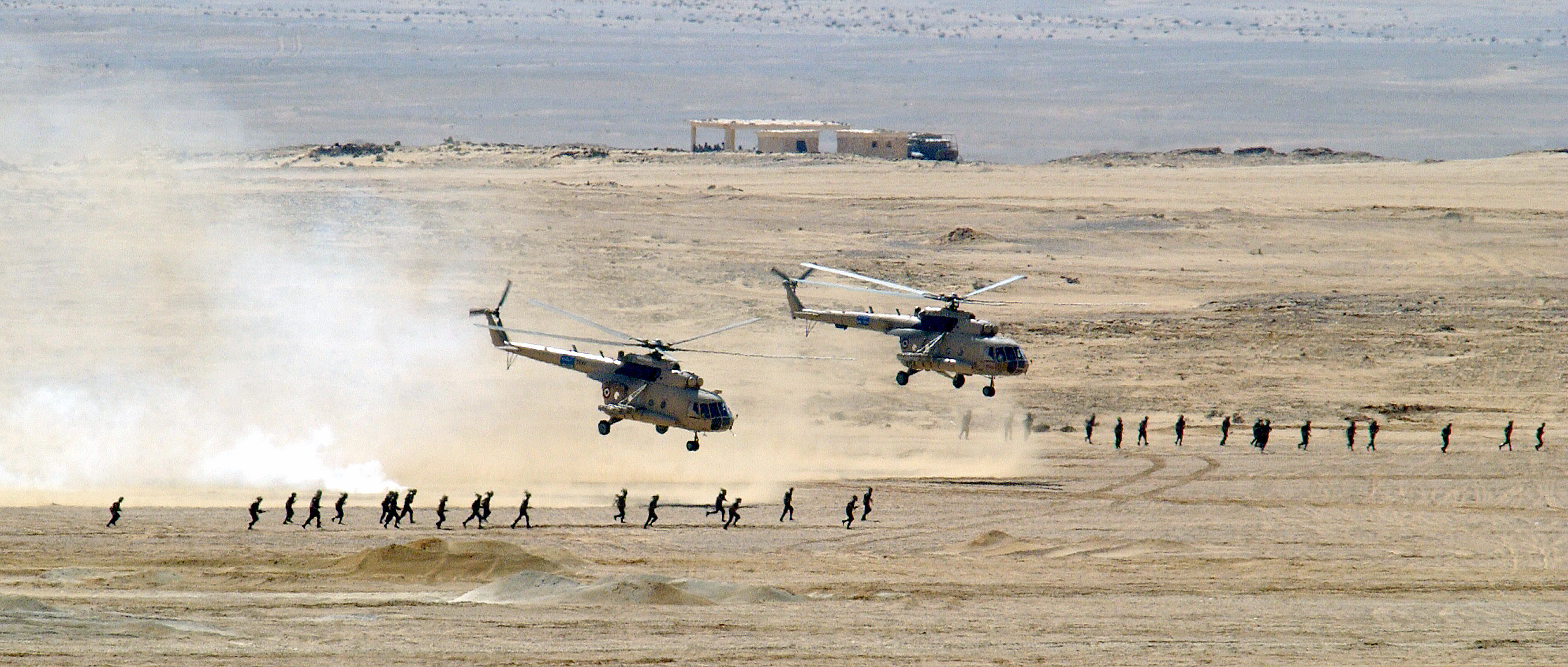
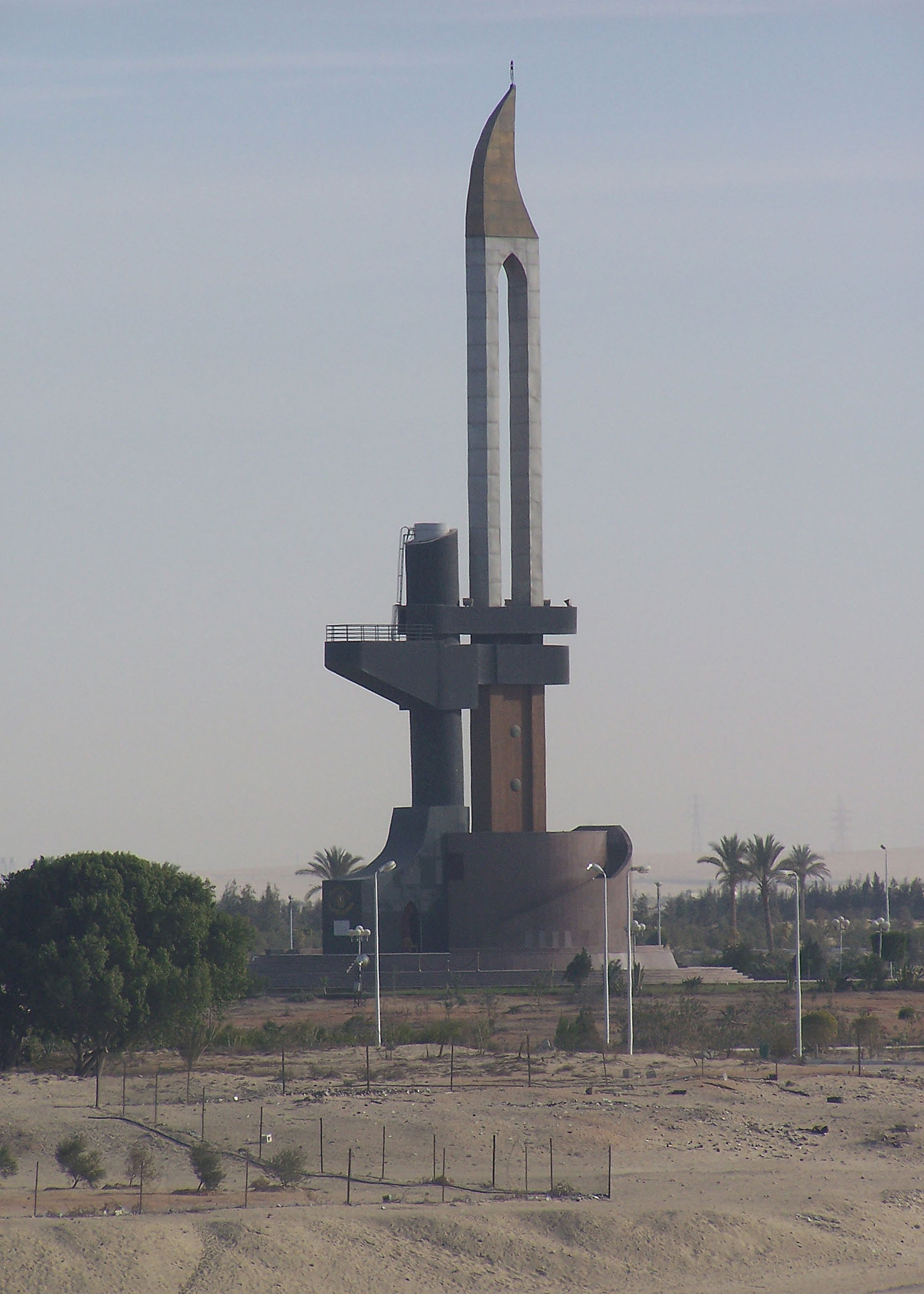
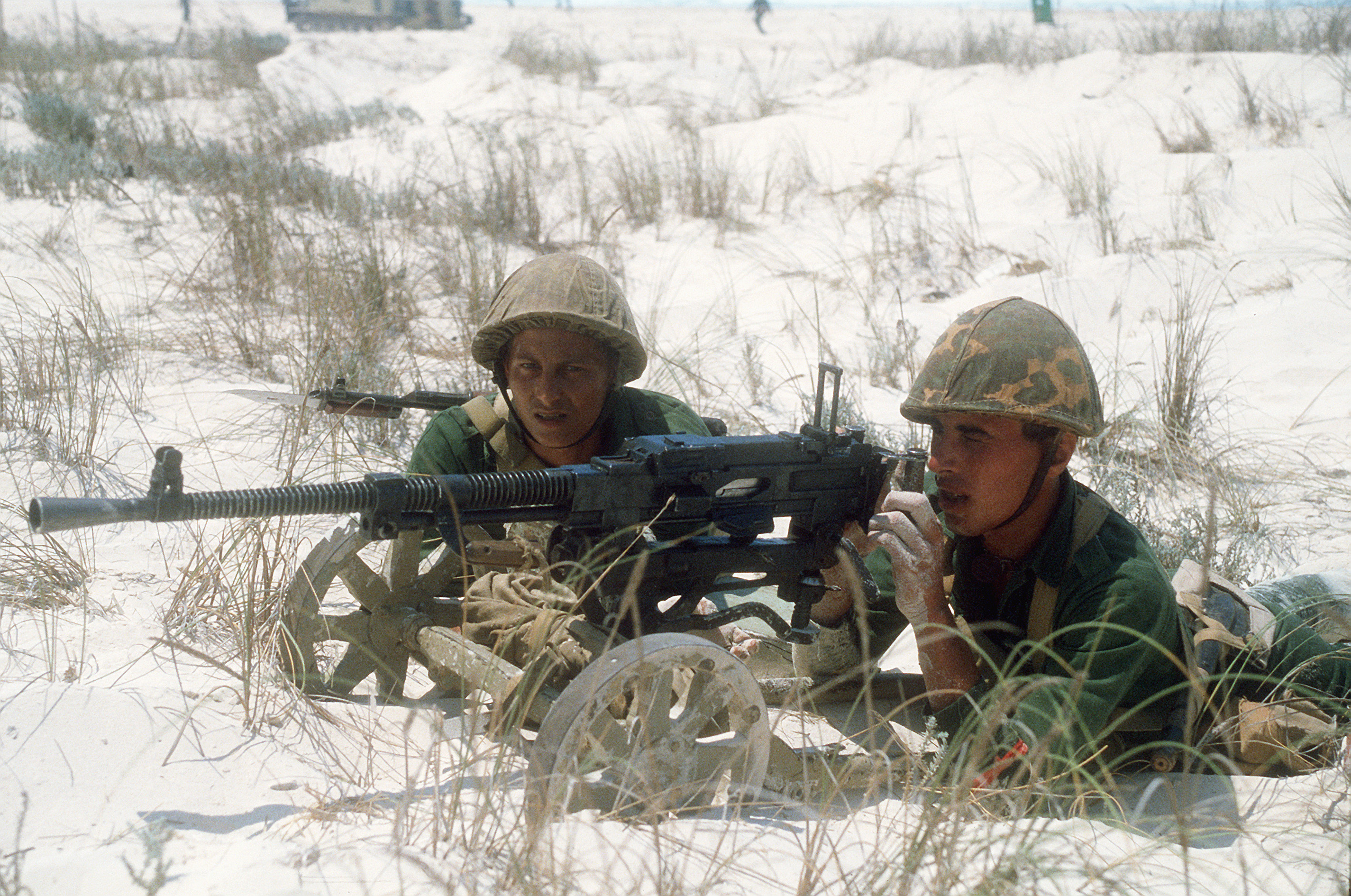